# 土門敬子
土門 敬子（どもん けいこ、4月30日 - ）は、日本の女性声優。埼玉県出身。

## 来歴
2025年3月31日、同日付でオフィスPACが事業停止したことに伴い、翌4月1日付でフリー転向。

## 人物
趣味・特技は水泳、ピアノ。

## 出演

### テレビアニメ
- 風雲維新ダイ☆ショーグン（2014年、おばはん）
- ピンポン THE ANIMATION（2014年、えみ子）
- ルパン三世 PART5（2018年、飲食店の女性）

### ゲーム
- キングダム ハーツIII（2019年）
- ファイナルファンタジーVII リメイク（2020年）
- クラッシュ・バンディクー4 とんでもマルチバース（2020年、カプナワ[4]）

### 吹き替え

#### 映画
- I AM NUMBER FOUR
- アジャストメント
- イフ・アイ・ステイ 愛が還る場所
- ザ・ベイ（マーシー・ベイツ）
- トカレフ（エレノア）
- her/世界でひとつの彼女（代筆係2）
- プロジェクト・アルマナック
- ミュータント・タートルズ（おばあさん）
- メタルヘッド
- ロスト・フューチャー 10000デイズ・アフター（アンナ・ヘッセ〈リサ・ペリカン〉）
- ワンダーラスト

#### ドラマ
- 蒼のピアニスト
- ARROW/アロー
- ウェイバリー通りのウィザードたち
- グッドラック・チャーリー
- グッド・ワイフ2
- THE KILLING/キリング3
- THE MENTALIST/メンタリストの捜査ファイル 3
- その冬、風が吹く
- ダウントン・アビー2
- ダメージ 4、5
- デクスター 7
- デスパレートな妻たち 7
- ドクターハウス/Dr.HOUSE 6、7
- パラダイス牧場（カン・ヨンジャ）
- 名探偵ポワロ ヘラクレスの難業（女性警官）
- 屋根部屋のプリンス（マノク）
- ヤング・スーパーマン9
- レバレッジ2、3、4
- LAW&ORDER 18

#### アニメ
- ミッキーのミニー救出大作戦

### ボイスオーバー
- アメリカお宝鑑定団ポーンスターズ
- 伝説の企業家〜アメリカをつくった男たち〜

### 舞台
- 真田風雲録（築地ブディストホール） - 大野修理
- CRIMES OF THE HEART（PACアトリエ） - レニー・マグラス
- 見よ、飛行機の高く飛べるを（PACアトリエ） - 菅沼くら